# フィービー・ブリジャーズ
フィービー・ブリジャーズ（Phoebe Bridgers、1994年8月17日 - ）は、アメリカ合衆国カリフォルニア州パサデナ出身のシンガーソングライター、インディー・ポップ・ミュージシャンである。

## 来歴

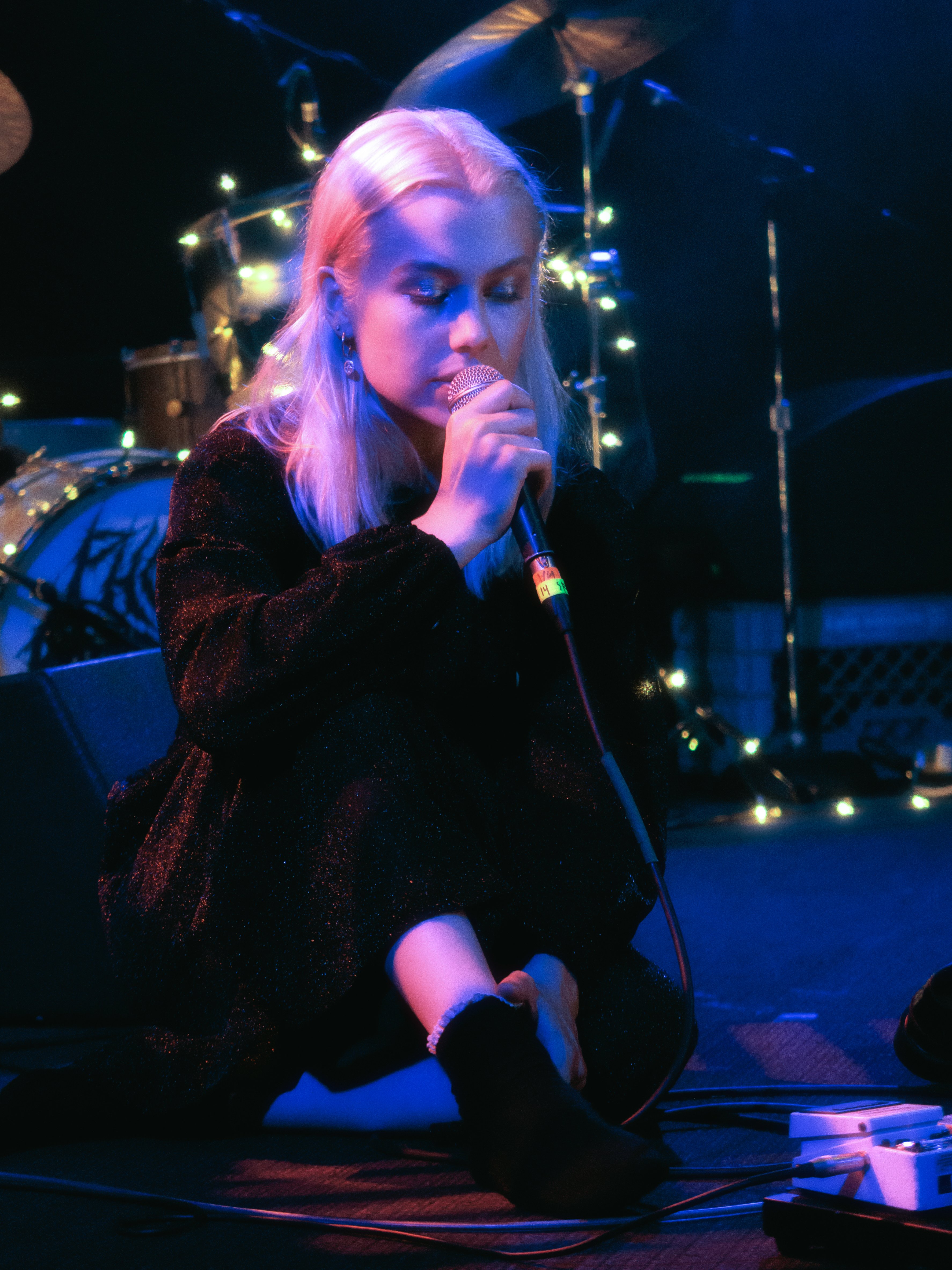
ライブでのPhoebe Bridgers（2018年）

キャリアの初期には、Einstein's Dirty Secretでギターとリード・ヴォーカルを担当し、Sloppy Janeではベースを弾いていた。
2017年6月、フィービー・ブリジャーズはデッド・オーシャンズと契約する。9月22日、デビューアルバム『Stranger in the Alps』をリリースし、批評家から高い評価を受ける。 
2018年、フィービー・ブリジャーズはジュリアン・ベイカー、ルーシー・ダカスの3人でグループboygeniusを結成。10月26日にEP『boygenius』をリリースした。
2020年6月18日、フィービー・ブリジャーズは2作目のアルバム『Punisher』をリリースし、批評家から高い評価を受ける。第63回グラミー賞では最優秀新人賞にノミネートされた。
2023年、boygeniusとして初のアルバム『The Record』を発表。

## 人物
フィービー・ブリジャーズはバイセクシャルであることを明かしている。
フィービー・ブリジャーズは2014年初めにライアン・アダムスと交際していたが最終的には別れ、2019年のニューヨーク・タイムズの報道で他の数人の女性と一緒にアダムスの性的不正行為を告発した。
フィービー・ブリジャーズは2021年11月のLACMAガラ・レッドカーペットに、前年より交際が噂されていた俳優のポール・メスカルと登場した。2023年2月のインタビューで破局を明かした。
2022年5月、米最高裁判所が中絶を巡るロー対ウェイド判決を覆す可能性が高くなったことを受け、前年10月ツアー中に中絶した自身の体験を公表し、「プランド・ペアレントフッドに行き中絶薬をもらいました。とても簡単だった。すべての人がこんな風にスムーズにケアを受ける権利があります」と語った。

## ディスコグラフィ
スタジオ・アルバム
- Stranger in the Alps (2017年)
- Punisher (2020年)